# Michael Fuhlrott
Michael Fuhlrott (* 3. Mai 1980 in Göttingen) ist ein deutscher Rechtswissenschaftler, der vornehmlich im Bereich des Arbeitsrechts publiziert.

## Leben
Fuhlrott studierte Jura an der Georg-August-Universität in Göttingen und promovierte 2005 in Bonn. 2013 erhielt er einen Ruf auf eine Professur für Wirtschaftsprivatrecht und Arbeitsrecht an der FH Bielefeld.
Seit 2014 ist er Professor für Arbeitsrecht an der Hochschule Fresenius in Hamburg, wo er die Studiengänge Wirtschaftsrecht und Human Resources Management verantwortet. Daneben ist er als Fachanwalt für Arbeitsrecht in Hamburg tätig. Neben über 700 juristischen Fachveröffentlichungen ist er Interviewpartner und in der Tagespresse (FAZ, Bild), in Radiosendungen (Deutschlandfunk, WDR2) und in Fernsehbeiträgen (Tagesschau, ZDF Heute Journal, ZDF Spezial, NDR Info) vertreten. Er ist regelmäßiger Gastautor für die Legal Tribune Online (LTO).

Fuhlrott ist Mitherausgeber der zweiwöchentlich im C.H. Beck Verlag erscheinenden Fachzeitschrift ArbeitsrechtAktuell. Er ist regelmäßiger Gastautor der Frankfurter Allgemeinen Zeitung (F.A.Z.) für die Kolumne „Mein Urteil“. Er ist unter anderem neben Bundesministerin a. D. Sabine Leutheusser-Schnarrenberger Vorstandsmitglied im Chapter Jura des Alumni Vereins der Universität Göttingen. 2024 wurde Fuhlrott in den Vorstand der Hanseatischen Rechtsanwaltskammer Hamburg gewählt.

## Schriften (Auswahl)
- Praxishandbuch Low-Performance, Krankheit, Schwerbehinderung. Mitherausgeber und Mitautor, De Gruyter, Berlin 2014, ISBN 978-3-11-038947-0.
- Arbeitsrecht in der Umstrukturierung. Mitherausgeber und Mitautor, C.F. Müller, Heidelberg 2016, ISBN 978-3-8114-3844-6.
- Der geschädigte Arbeitnehmer. Peter Lang, Berlin 2006, ISBN 978-3-631-55568-2.
- Arbeitsrecht – Handbuch. Mitautor, Otto Schmidt, 11. Auflage, Köln 2019, ISBN 978-3-504-42072-7.
- IT-Arbeitsrecht. Mitautor, C. H. Beck, 2. Auflage, München 2019, ISBN 978-3-406-73472-4.